# Sphecodes kincaidii
Sphecodes kincaidii är en biart som beskrevs av Cockerell 1898. Sphecodes kincaidii ingår i släktet blodbin, och familjen vägbin. Inga underarter finns listade i Catalogue of Life.